# Handley Page Marathon
Handley Page H.P.R.1 Marathon je britský čtyřmotorový lehký dopravní letoun. Práce na něm zahájila společnost Miles Aircraft, přičemž později se vývoj přesunul do společnosti Handley Page. Marathon byl první letoun splňující přísné normy Mezinárodní organizace pro civilní letectví (ICAO). Celkem bylo vyrobeno 43 letounů tohoto typu. Žádný se nedochoval.

## Historie

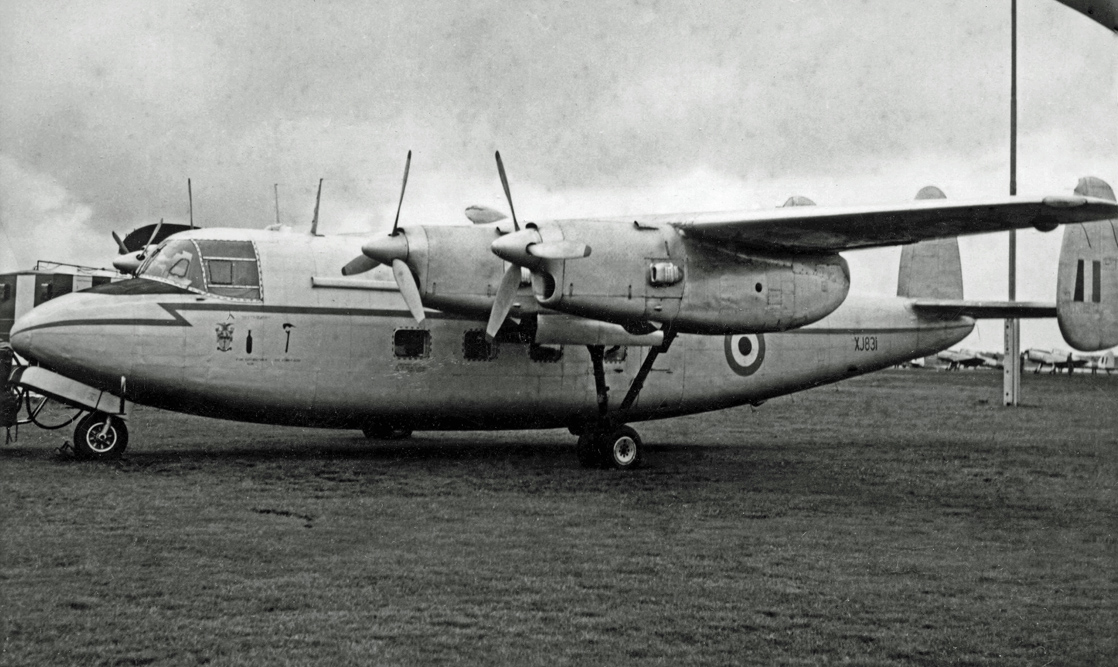
Marathon 1A (XJ831) britského výzkumného střediska Royal Aircraft Establishment

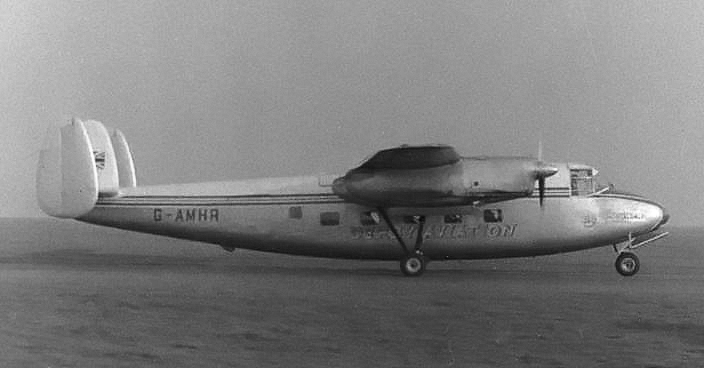
Marathon (G-AMHR) britské společnosti Derby Aviation

Společnost Miles Aircraft zahájila vývoj letounu Marathon pro poválečnou civilní dopravu. Projekt se setkal s pozitivním ohlasem a byly pro něj vypsány specifikace 18/44. Po schválení stavby však práce poznamenaly spory o specifikace letounu a snahy o změny v jeho konstrukci. Projekt se tak zdržel a prodražil, až společnost Miles zkrachovala. Postavila dva prototypy M.60 Marathon poháněné čtyřmi motory de Havilland Gipsy Queen a rozpracovala prototyp verze M.69 Marathon II se dvěma turbovrtulovými motory Armstrong Siddeley Mamba. Neuskutečnila se stavba zvažovaného čtvrtého prototypu se dvěma turbovrtulovými motory Rolls-Royce Dart.
Vývoj se přesunul do společnosti Handley Page, která za tím účelem založila pobočku Handley Page (Reading) Limited. První let prototypu se uskutečnil 19. května 1946. Marathon však nezaznamenal výraznější komerční úspěch. Roku 1947 britské aerolinky British European Airways (BEA) objednaly sedm kusů čtyřmotorových letounů Marathon. Výkonnější turbovrtulovou verzi nevybraly kvůli obavám ze zpoždění vývoje motorů Mamba. Prototyp turbovrtulové verze M.69 Marathon II poprvé letěl 23. července 1949. Pilotoval jej Hugh Kendall. Zůstal v prototypu a sloužil k testům. Nekonec však BEA nenasadily své letouny Marathon do provozu s cestujícími.
Dne 14. ledna 1950 první sériový letoun (G-ALUB, od května 1951 VX231) zahájil ambiciózní prodejní cestu dlouhou 40 000 mil, při které byl letoun mimo jiné předveden v Austrálii a na Novém Zélandu. Aerolinky West African Airways Corporation v Nigérii roku 1952 odebraly šest letounů, ale roku 1954 je nahradily typem de Havilland Heron. Tři letouny, vybavené zvětšenými palivovými nádržemi, následně koupila společnost Union of Burma Airways a několik let je provozovala v Asii. Dalším uživatelem byly Far East Airlines z Japonska. V letech 1955–1960 tři letouny provozovala společnost Derby Aviation.
Největším uživatelem letounu se tak stalo Britské královské letectvo, které 28 kusů využívalo k výcviku pod označením Marathon T.11. Na jaře 1959 zůstávalo letuschopných posledních osm. V dubnu 1959 byly vyřazeny a sešrotovány. Dle serveru Aviation Safety Network bylo osm vojenských letounů Marathon T.11 zničeno při nehodách.
V roce 1962 jeden letoun koupilo Jordánsko pro přepravu krále Husajna I.

## Dochované pozůstatky
Kompletní letoun Marathon se nedochoval. Jediným dochovaným fragmentem je horní část trupu jednoho z prototypů M.60 Marathon (G-AMGW), který je uložen ve sbírce The Miles Aircraft Collection ve Woodley.

## Nehody
Během služby bylo zničeno dvanáct letounů Marathon.

## Konstrukce

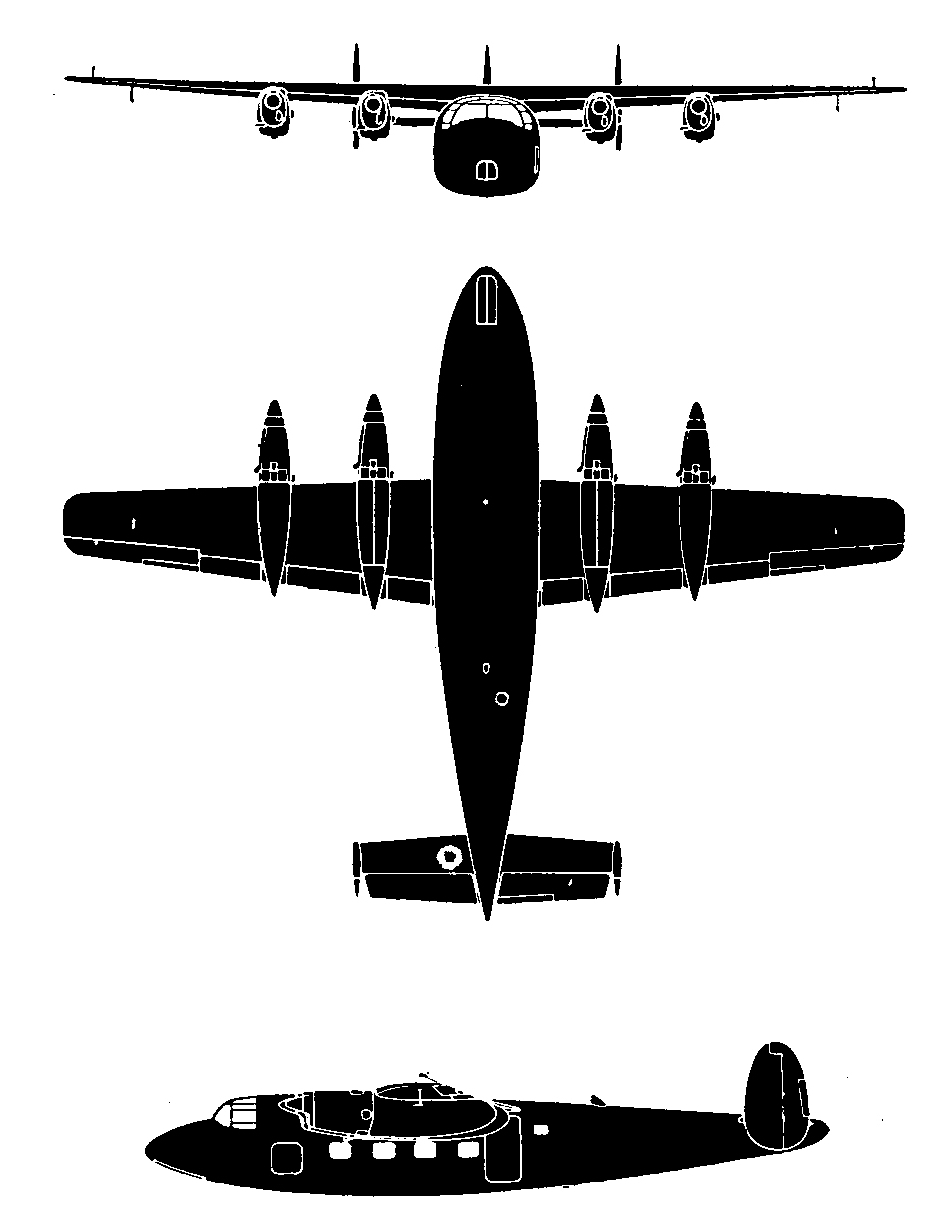
Nákres letounu

Marathon byl čtyřmotorový celokovový hornoplošník s příďovým zatahovacím podvozkem. Poháněly jej čtyři šestiválcové motory de Havilland Gipsy Queen 70-3, každý o výkonu 340 koní.

## Varianty
- M.60 Marathon – Dva prototypy se čtyřmi pístovými motory.
- M.69 Marathon II – Prototyp (G-AHXU) poháněný dvěma turbovrtulovými motory Armstrong Siddeley Mamba.[3]
- Marathon I – Sériová verze M.60.
- Marathon T.11 – Civilní letouny upravené pro službu v královském letectvu (28 kusů).

## Specifikace

### Technické údaje
Citováno dle
- Posádka: 2
- Kapacita: 20 pasažérů
- Rozpětí: 15,88 m
- Délka: 19,81 m
- Výška: 4,29 m
- Nosná plocha: 46,26 m2
- Hmotnost prázdného letounu: 5302 kg
- Max. vzletová hmotnost: 8278 kg
- Pohonná jednotka: 4× řadový šestiválec de Havilland Gipsy Queen 70-3
  - Výkon pohonné jednotky: 4× 340 hp

### Výkony
- Max. rychlost: 375 km/h (233 mph)
- Cestovní rychlost: 323 km/h (201 mph)
- Dostup: 5486 m (18 000 stop)
- Dolet: 1504 km (935 mil)